# ملكة جمال الكون 1973
ملكة جمال الكون 1973 هي مسابقة ملكة جمال الكون الثانية والعشرين في تاريخ مسابقة ملكة جمال الكون منذ انطلاقتها عام 1952، عقدت في 21 يوليو 1973 في أوديون هيروديس أتيكوس في أثينا، اليونان. شاركت في المسابقة 61 متسابقة من جميع أنحاء العالم تنافسوا على لقب 1973. كان هذا أول حدث لملكة جمال الكون يقام في أوروبا. في نهاية الحدث توجت مارغريتا موران من الفلبين من قبل كيري آن ويلز الأسترالية، مما جعلها ثاني فلبينية تفوز باللقب بعد غلوريا دياز.

## النتائج

### المراكز النهائية
| النتائج النهائية     | المتنافسة |
| -------------------- | --- |
| ملكة جمال الكون 1973 | - الفلبين - مارغريتا موران |
| الوصيفة الأولى       | - الولايات المتحدة - أماندا جونز |
| الوصيفة الثانية      | - النرويج - آينا وول |
| الوصيفة الثالثة      | - أسبانيا - ماريا مارتن |
| الوصيفة الرابعة      | - إسرائيل - ليمور شريبمان شرير |
| أفضل 12              | - الأرجنتين - سوزانا روميرو - البرازيل - ساندرا فيريرا - كولومبيا - آنا أغوديلو - اليونان - سيكتا باباداكي - الهند - فرزانة حبيب - اليابان - ميوكو سوميتاني - لبنان - مارسيل هيرو |

## المتسابقات
- الأرجنتين - سوزانا روميرو
- أروبا - مونيكا إيثلين أودوبر
- أستراليا - سوزان ماينوارينج
- النمسا- روسويثا كوبالد
- بلجيكا - كريستيان ديفيش
- برمودا- جودي ريتشاردز
- بوليفيا - روكسانا سيتك حرب
- البرازيل - ساندرا مارا فيريرا
- كندا - ديبورا آن دوشارم
- سيلان - شيرانثي ويكرمسينغ
- تشيلي - جانيت جويندالين روبرتسون
- كولومبيا - آنا لوسيا أغوديلو كوريا
- كوستاريكا - ماريا ديل روزاريو مورا باديلا
- جزر الأنتيل الهولندية - إنجيربورغ زيلينسكي
- قبرص - جوانا ميلانيودوس
- الدنمارك - أنيت جرانكفيست
- جمهورية الدومينيكان - ليلي فرنانديز غونزاليس
- السلفادور - جلوريا إيفيت روميرو
- انجلترا - فيرونيكا آن كروس
- فنلندا - رايجا كارينا ستارك
- فرنسا  - نادية إيزابيل كروماكر
- ألمانيا - داغمار غابرييل وينكلر
- اليونان - سيكتا فانا باباداكي
- غوام - بياتريس بينيتو
- هولندا - مونيك بورجيلد
- هندوراس - نيللي سويابا غونزاليس مارمول
- هونغ كونغ - إيلين صن وينج-يين
- الهند - فرزانا حبيب
- أيرلندا - بولين فيتزسيمونز
- إسرائيل - ليمور شريبمان
- إيطاليا - أنتونيلا بارسي
- جامايكا - ريتا فاي تشامبرز
- اليابان  - ميوكو سوتاني
- كوريا الجنوبية - كيم يونغ جو
- لبنان  - مارسيل هيرو †
- لوكسمبورغ - ليديا مايس
- ماليزيا - مارغريت لو تاي تاي
- مالطا - مارثيز فيجار
- المكسيك - روسانا فيلاريس مورينو
- نيوزيلندا - باميلا كينج
- نيكاراغوا - آنا سيسيليا سارافيا لانزاس
- النرويج - آينا والي
- بنما - جانين ليزواين
- باراغواي - تيريسيتا ماريا كانو
- الفلبين - مارجي موران
- البرتغال - كارلا باروس
- بورتوريكو - غلاديس فانيسا كولون دياز
- اسكتلندا - كارولين ميد
- سنغافورة - ديبرا جوزفين دي سوزا
- إسبانيا - ماريا ديل روسيو مارتين مادريغال
- غيانا الهولندية - إيفون ما أجونج
- السويد - مونيكا سوندين
- سويسرا - باربرا شوتلي
- تايلاند - كانوك أورن بونما
- ترينيداد وتوباغو - كاميلا كينج
- تركيا - يلدز أرهان
- أوروغواي - يولاندا فيراري
- الولايات المتحدة - أماندا جونز
- فنزويلا - ديزيريه رولاندو
- جزر العذراء الأمريكية - سيندي ريتشاردز
- ويلز - ديردري جينيفر جرينلاند

## الروابط الخارجية
- موقع ملكة جمال الكون الرسمي